# Мішелл Чандлер
Мішелл Чандлер (англ. Michelle Chandler, 16 липня 1974) — австралійська баскетболістка.
Бронзова призерка Олімпійських Ігор 1996 року.
Переможниця юнацького чемпіонату світу (U-19) 1993 року.